# 阿剌的纳八剌
阿剌的纳八剌（?—?），元朝公主，甘麻剌女儿，泰定帝的姐姐，祖父真金，曾祖父元世祖。
阿剌的纳八剌嫁给汪古部的首领赵王术安，阿剌的纳八剌因而被封为赵国公主。至大二年（1309年）三月己亥，元武宗封堂姐阿剌的纳八剌公主为赵国公主。注安的父亲阔里吉思的夫人是真金的女儿忽答迭迷失（阿剌的纳八剌的姑姑）和元成宗的女儿爱牙迷失（阿剌的纳八剌的堂姐）。